# Nicolas Roeg
Nicolas Jack Roeg, CBE (Londres, 15 de agosto de 1928 – 23 de Novembro de 2018) foi um cineasta britânico, que começou como diretor de fotografia.

## Biografia
Iniciou-se no cinema como diretor de fotografia. Nessa qualidade, trabalhou em filmes como Fahrenheit 451 de François Truffaut e Far From The Madding Crowd de John Schlesinger, entre outros.
Foi só em 1970 que realizou o seu primeiro filme – Performance –, um exercício cinematográfico que multiplica as virtuosidades técnicas, recusando a progressão linear ao quebrar a relação espaço-tempo. Este filme, protagonizado por Mick Jagger, e co-realizado pelo escritor Donald Cammell, acabou por não ter o sucesso esperado e, assim, Roeg teve que ir para a Austrália para dirigir o seu primeiro filme a solo (Walkabout, 1971), que foi também o seu último trabalho como diretor de fotografia.
Seguiram-se aqueles que foram os seus dois maiores sucessos internacionais: Don't Look Now – uma história comovente de um caso de premonição – e The Man Who Fell to Earth, com David Bowie, que apresenta a caminhada de um ser extraterrestre nas ruas da América do final do século XX.
Em Bad Timing (1979), Roeg filma, com uma tumultuosa associação de paixão, erotismo e lirismo, um puzzle complicado de uma história eminentemente estética. Segue-se Eureka (1983), uma superprodução de onze milhões de dólares, interpretado por nomes tão sonantes como Gene Hackman, Theresa Russell, Rutger Hauer e Mickey Rourke, que explora com sofisticação os meandros da memória num labirinto de paixão, de sexo, de dinheiro e de morte.
Insignificance (1985) é um filme que parte das mitologias para criar as suas próprias mitologias. De facto, esta película relata a ida de Marilyn Monroe ao quarto de hotel de Albert Einstein para lhe fazer a sua própria demonstração da teoria da relatividade.

## Filmografia

### Como realizador
- Performance, com Donald Cammell (1970)
- Walkabout (1971)
- Don't Look Now (Aquele Inverno em Veneza)  (1973)
- The Man Who Fell to Earth (O homem que veio do espaço)  (1976)
- Bad Timing: A Sensual Obsession (Fora de tempo)  (1980)
- Eureka (Eureka)  (1984)
- Insignificance (Uma noite inesquecível)  (1985)
- Castaway (1986)
- Aria, with ten other directors (1987)
- Track 29 (Armadilha sentimental)  (1988)
- Sweet Bird of Youth (TV) (1989)
- The Witches (Convenção das Bruxas) (1990)
- Cold Heaven (1991)
- Heart of Darkness (TV) (Caminho das trevas)  (1994)
- Hotel Paradise (1995)
- Two Deaths (1995)
- Full Body Massage (TV) (1995)
- Samson and Delilah (TV) (1996)
- Puffball (2007)

### Como diretor de fotografia
- The Masque of the Red Death (1964)
- Nothing But the Best (1964)
- Every Day's a Holiday (1965)
- Doctor Zhivago (1965) (não creditado) (algumas cenas)
- Fahrenheit 451 (1966)
- A Funny Thing Happened on the Way to the Forum (1966)
- Casino Royale (1967) (equipa de suporte)
- Far From The Madding Crowd (1967)
- Petulia (1968)
- Performance (1970)
- Walkabout (1971)